# Шиманьский, Якуб
Я́куб Шима́ньский (пол. Jakub Szymański; 5 июля 2002, Опочно) — польский футболист, защитник клуба «Висла» и молодёжной сборной Польши.

## Клубная карьера
Якуб Шиманьский является воспитанником футбольной академии столичного клуба «Полония». Но в основе варшавского клуба футболист так и не сыграл ни одного матча. А перед сезоном 2020/21 Шиманьский присоединился к клубу Экстракласы «Гурник» из города Забже. Дебют футболиста в высшем дивизионе польского футбола состоялся в сезоне 2021/22.
Зимой 2023 года Шиманьский перешёл в клуб «Висла» (Плоцк). По результатам сезона «Висла» выбыла в Первую лигу⁣, но футболист остался в команде.

## Карьера в сборной
С 2023 года Якуб Шиманьский выступает за молодёжную сборную Польши.